# Edward Ward (juge)
Pour les articles homonymes, voir Edward Ward (homonymie) et Ward.
Edward Ward (1638-1714) était un avocat et un juge anglais. Il est le baron en chef de l’Echiquier et est surtout connu pour son rôle de juge dans le procès public pour piraterie du capitaine Kidd.

## Biographie
Né en juin 1638, il est le deuxième fils de William Ward de Preston, Rutland. Il fait ses études avec Francis Meres à Wing (Rutland). Étudiant à Clifford's Inn, il est admis en juin 1664 au Inner Temple, est admis au barreau en 1670 et obtient une pratique à la cour de l’Échiquier.
En liaison avec la faction whig, Ward comparait en juillet 1683 comme avocat de William Russell, lord Russell. Le 6 novembre 1684, il est l'avocat principal de son beau-père, Thomas Papillon (en), dans l'action pour emprisonnement illégal portée contre lui par William Pritchard. La plaidoirie de Ward est interrompue par le juge en chef George Jeffreys, qui déclare qu'il a fait un long discours mais ne comprenait pas de quoi il parlait. Ward persiste, Jeffreys répète ses observations, il y avait un sifflement dans la cour et Ward appelle ses témoins. Le verdict est prononcé contre son client, mais en 1688, Ward est en mesure de régler ses comptes avec Pritchard. Le 25 novembre 1684, Ward comparait devant le tribunal des finances de Charles Gerard (1er comte de Macclesfield), dans l'action en Privilège de la pairie contre John Starkey, juré du comté, par lequel il a récemment été présenté comme un homme mécontent.
En 1687, Ward devient conseiller de son barreau, dont il est également lecteur du Carême en 1690 et trésorier en 1693. Le 12 avril 1689, Guillaume III d'Orange-Nassau le nomme juge des moyens du droit commun, mais il est excusé, à sa demande, quatre jours plus tard. En juillet de la même année, il est l'un des avocats du docteur John Elliott, du capitaine Vaughan et de M. Mould, qui ont été mis en accusation par les Communes pour avoir diffusé la déclaration de Jacques II.
Il est nommé procureur général le 30 mars 1693, et est anobli à Kensington le 30 octobre, il prête serment comme serjeant en droit le 3 juin et le 8 juin 1695 est nommé baron chef de l'échiquier. En mars suivant, il est l'un des juges qui ont jugé Robert Charnock et ses collaborateurs pour trahison. Il est l’un des juges qui, en janvier 1700, refuse de donner un avis dans le prétendu "cas des banquiers fondé sur un bref d’erreur". En mai de la même année, il est l'un des commissaires du grand sceau. Le procès le plus important présidé par Ward est le procès du capitaine William Kidd et de ses collaborateurs pour piraterie et meurtre en mai 1701.
Il meurt chez lui à Essex Street, The Strand le 14 juillet 1714. Il est inhumé à Stoke Doyle, dans le Northamptonshire, où il avait acheté la seigneurie et le manoir en 1694. Un portrait est gravé par R. White en 1702 par Godfrey Kneller.

## Famille
Il épouse, le 30 mars 1676, Elizabeth, troisième fille de Thomas Papillon. Ils ont dix enfants survivants. Deux des fils sont des avocats éminents. L'aîné, Edward, reconstruit l'église Stoke Doyle et y érige un monument à son père. Jane, la fille aînée, épouse Thomas Hunt de Boreatton, dans la paroisse de Baschurch, dans le Shropshire, et est ancêtre de la famille Ward-Hunt. Son fils Thomas est consul général en Russie et agent de la Compagnie de Russie. Il meurt subitement à Moscou en février 1731.